# Hemmoor
Hemmoor is een stad in de Duitse deelstaat Nedersaksen. De stad maakt deel uit van de Samtgemeinde Hemmoor in het Landkreis Cuxhaven. Hemmoor telt 8.743 inwoners. De gemeente omvat naast Hemmoor nog de kernen Basbeck, Warstade, Hemm, Westersode en Heeßel.
De stad ligt niet ver ten westen van het riviertje de Oste. Aan de overkant daarvan ligt Osten. Een zweefbrug over de Oste verbindt deze twee plaatsen met elkaar. 
Te Hemmoor kruisen de Bundesstraßen B73 en B495 elkaar. Hemmoor ligt aan de in 1881 geopende spoorlijn Cuxhaven - Hamburg-Harburg. Het station en de spoorlijn zijn in het begin van de 21ste eeuw grondig opgeknapt. 
In het verleden (winning van 1866 tot 1983) werden Hemmoor en omgeving gedomineerd door cementindustrie; de benodigde grondstoffen (krijt) werden ter plaatse gedolven. Een lichter, een schuit voor het transport van het cement, in de voormalige haven van Hemmoor, doet dienst als cementmuseum. Tijdens het delven van dit materiaal werden bij Hemmoor, voor het eerst in 1892, archeologische vondsten gedaan, in grafvelden uit de eerste eeuwen van de jaartelling, waaronder dunwandige, bronzen emmers, die als urn werden gebruikt. Deze worden sindsdien Hemmoor-emmers genoemd.
In het tot de gemeente behorende dorp Warstade is de dichter Peter Rühmkorf (1929 - 2008) opgegroeid.

## Bezienswaardigheden
- Een sportieve attractie is de Kreidesee, ontstaan als afgraving van materiaal ten behoeve van de cementfabriek. Het 60 m diepe meer, gelegen direct ten noordwesten van stadsdeel Warstade, is een geliefde locatie voor de duiksport.
- In het stadsdeel Basbeck staat de St. Michaelkerk, die gebouwd werd in 1751.
- Het cementmuseum
- De zweefbrug tussen Hemmoor en Osten over de Oste, onderdeel van enkele langeafstands-fietsroutes

## Afbeeldingen

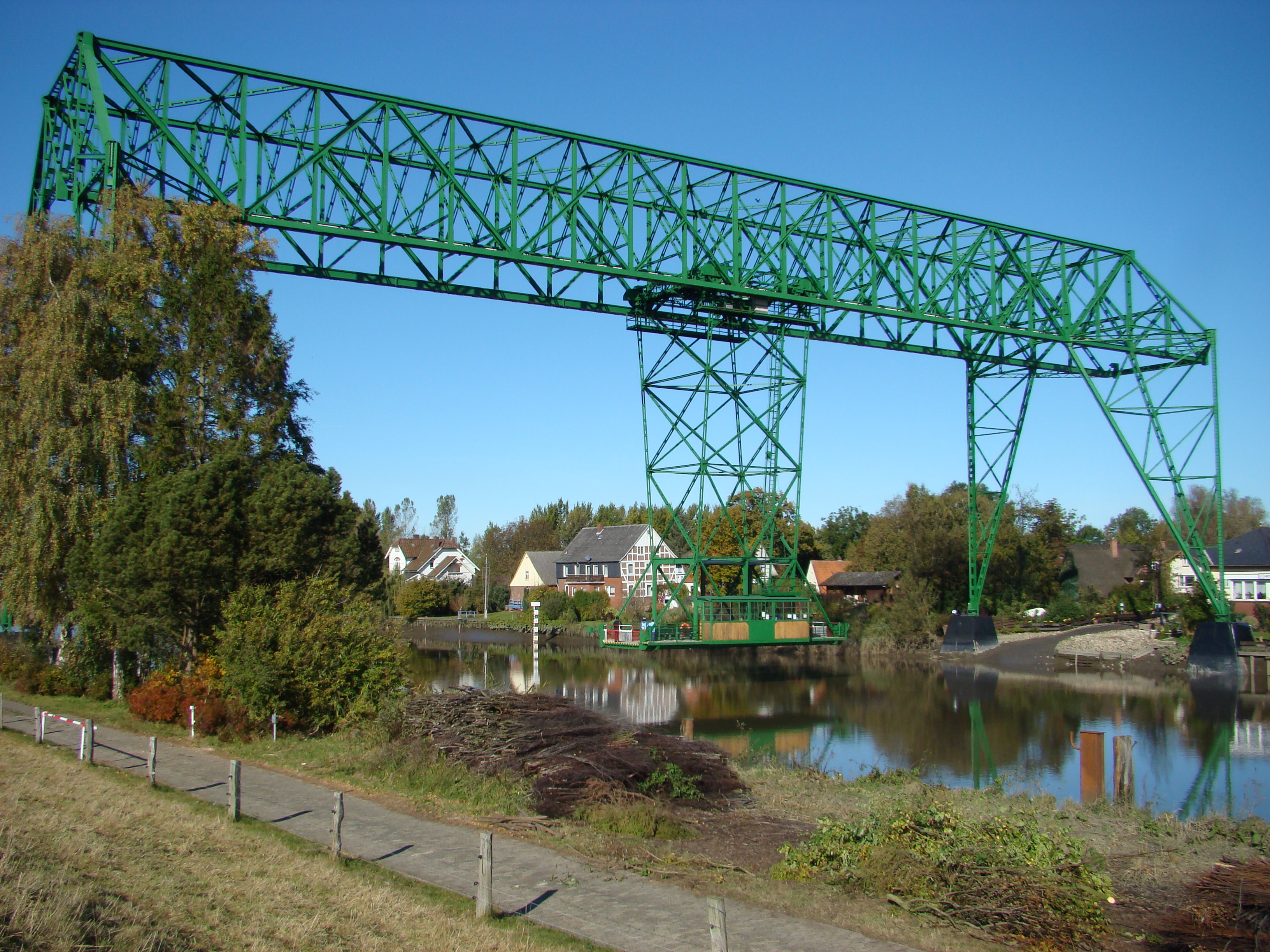
De zweefbrug over de Oste bij Osten
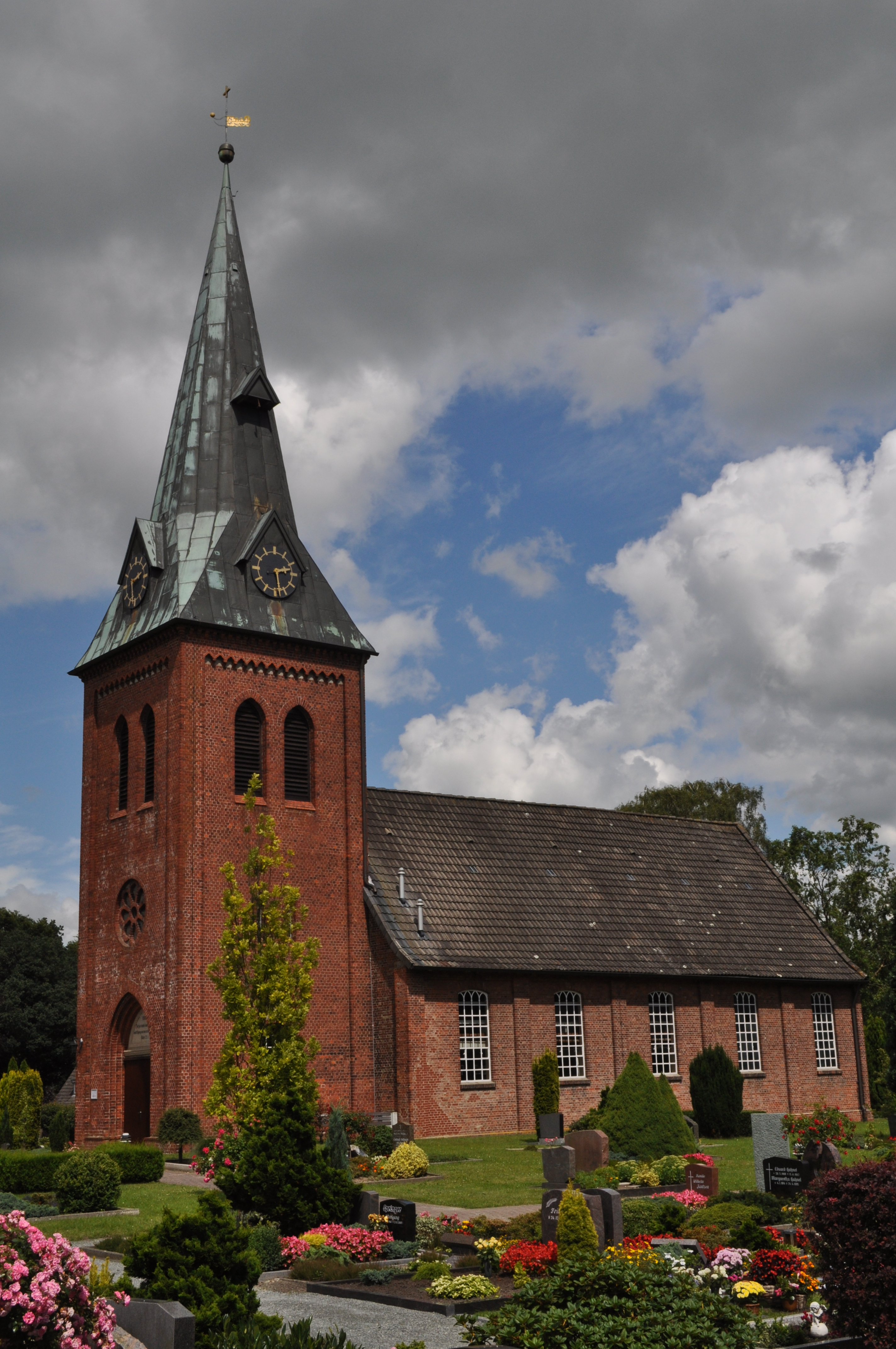
St. Michaelkerk
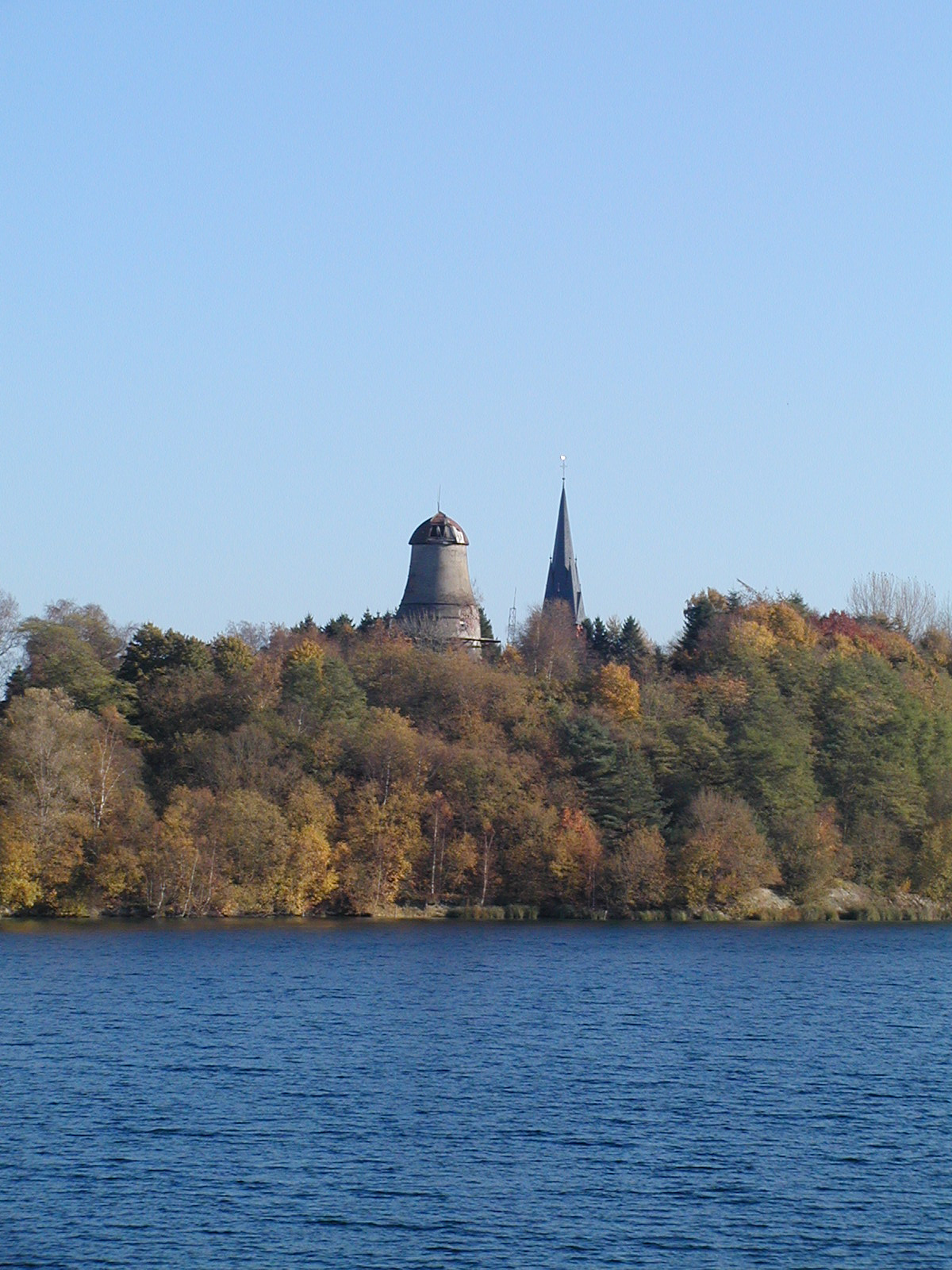
De duikerslocatie Kreidesee
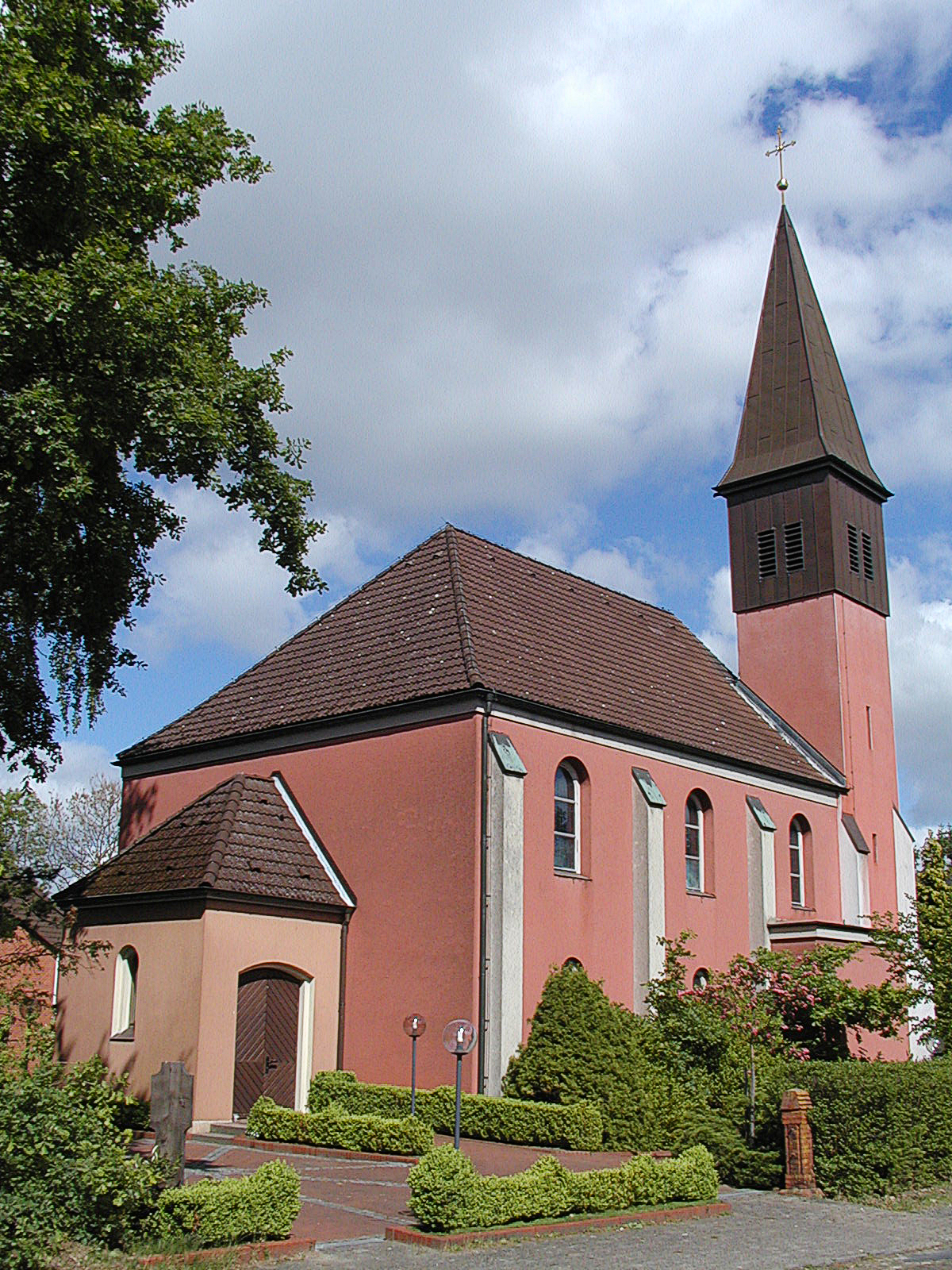
R.K. Sint-Ansgarkerk, Hemmoor-Warstade
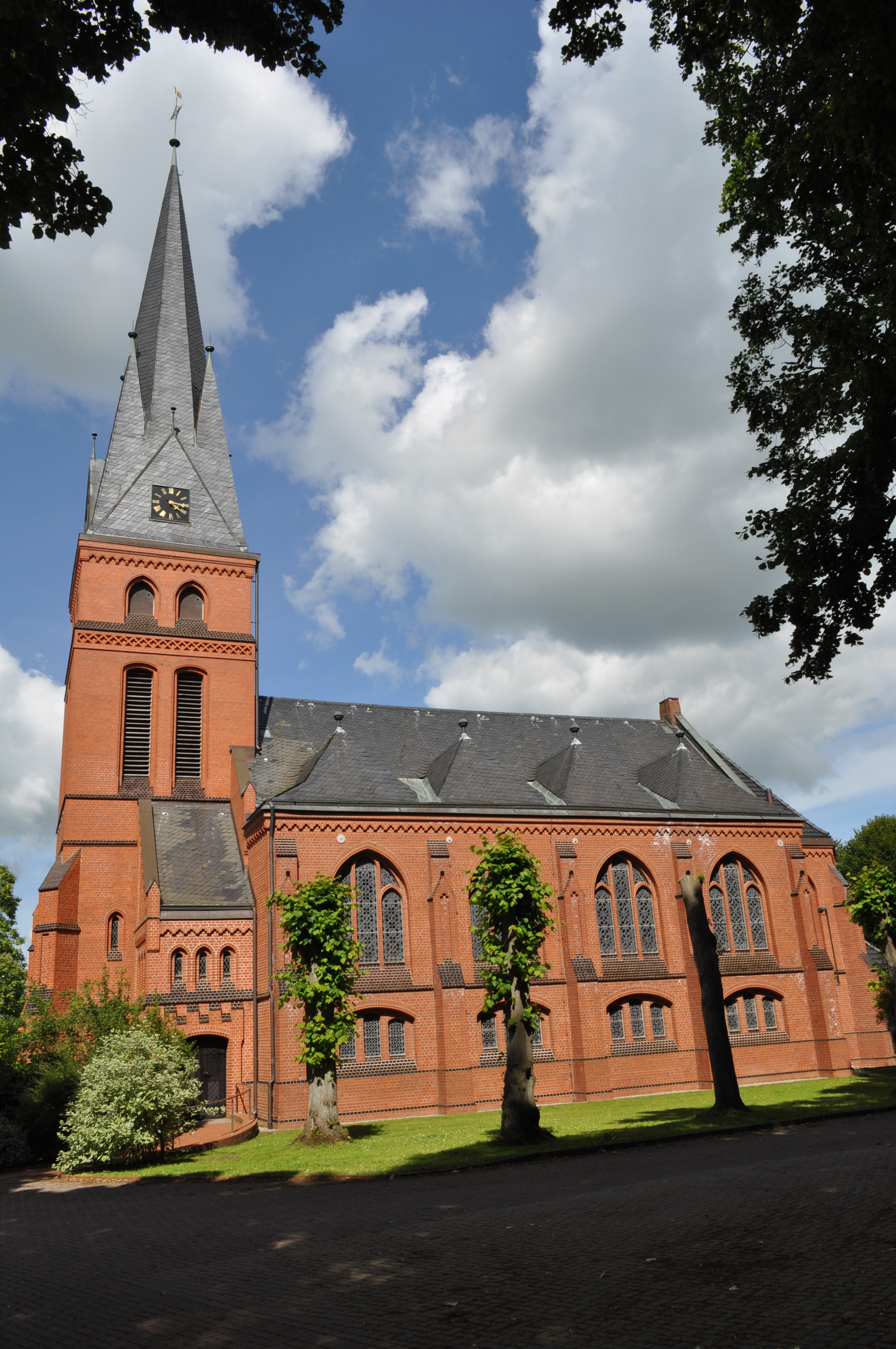
Evang.-lutherse Christuskerk, Hemmoor-Warstade
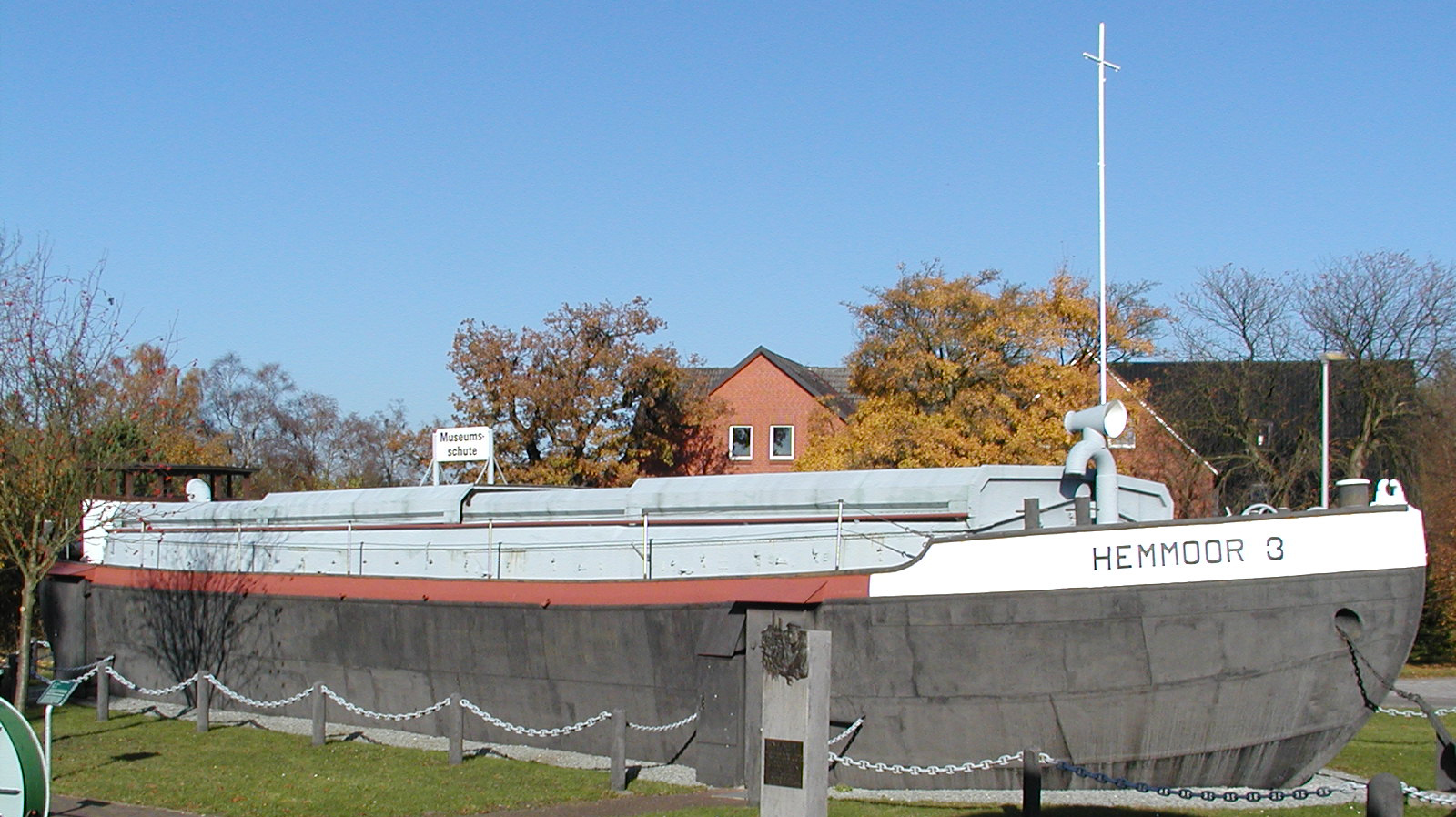
Museumsschuit, in gebruik als cementmuseum, Hemmoor
Sculptuur Cementarbeider, Hemmoor

## Partnergemeentes
Hemmoor onderhoudt jumelages met:
- Rüdersdorf, deelstaat Brandenburg, Duitsland, sedert 1991
- Couhé, Frankrijk, sedert 1967
- Swaffham, Engeland, sedert 1968.